# Еурмеімінанкі

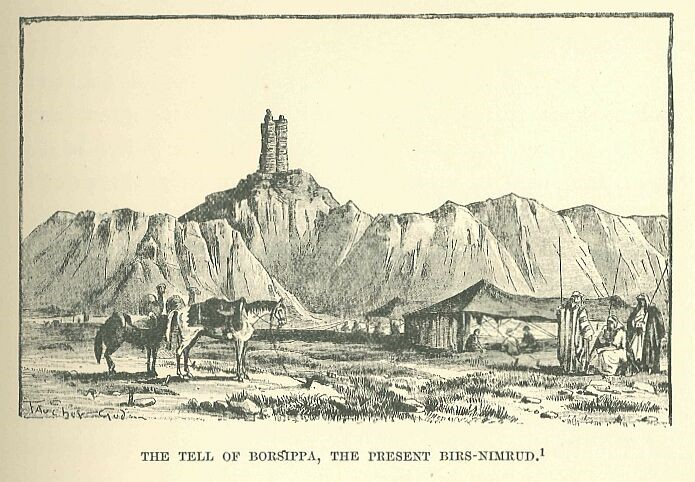
Вигляд на руїни зикурату Еурмеімінанкі. Ілюстрація до «Історії Єгипту, Халдеї, Сирії, Вавилонії та Ассирії», (т.4) Ґастона Масперо

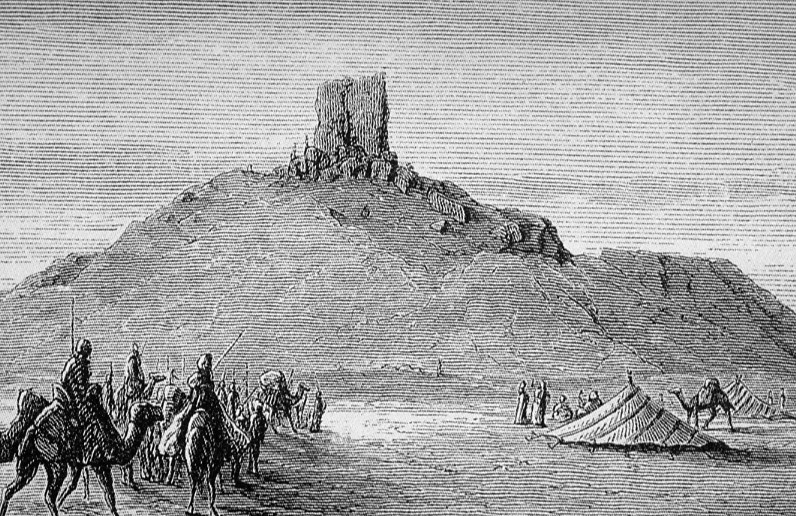
Руїни зикурату Еурмеімінанкі. Ілюстрація до книги «Престоли і палаци Вавилона і Ніневії» Джона Філіпа Ньюмана (John Philip Newman), 1876

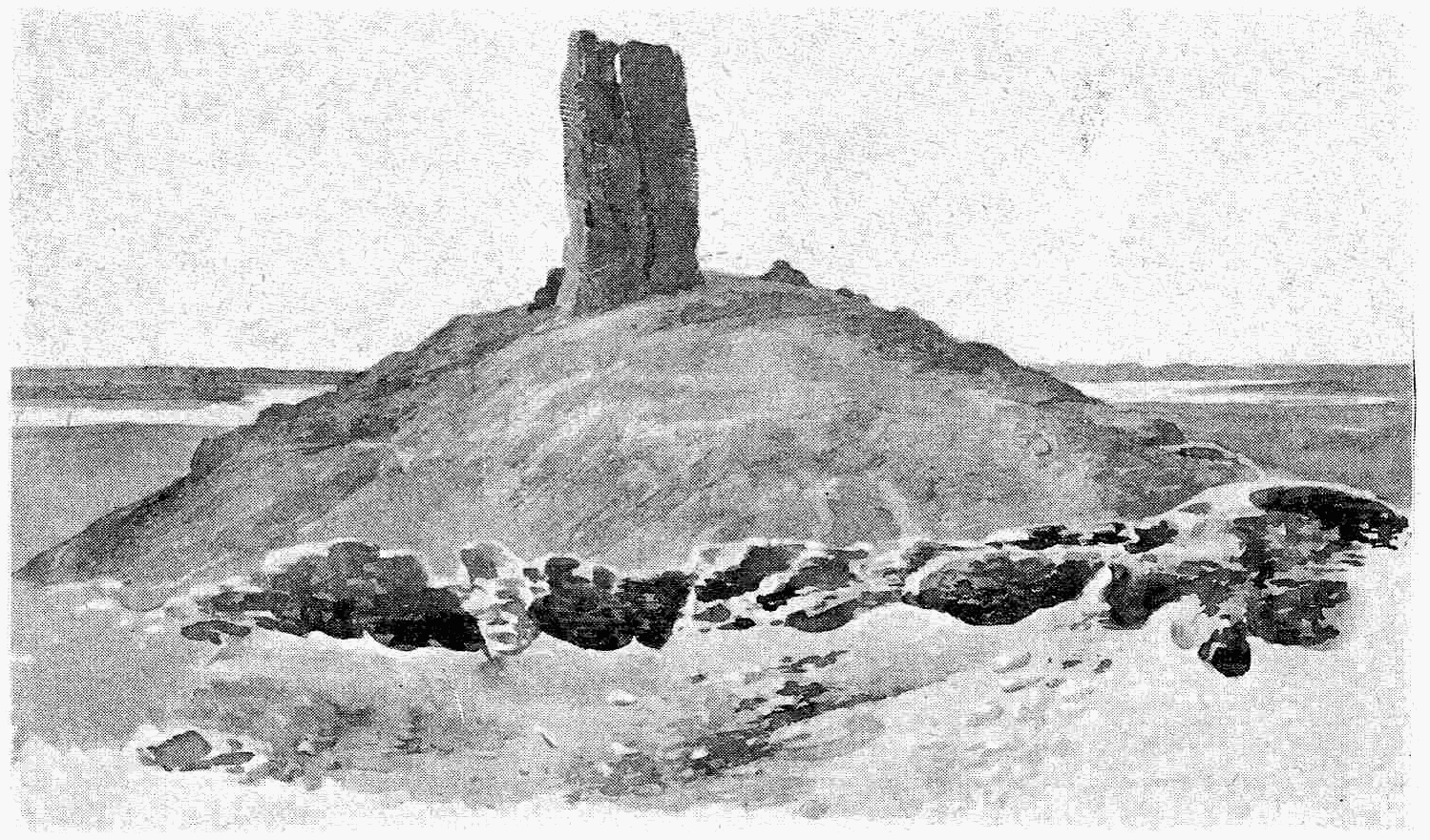
Руїни зикурату Еурмеімінанкі. Ілюстрація до книги «Людина і Земля», (т.1) Жан Жак Елізе Реклю

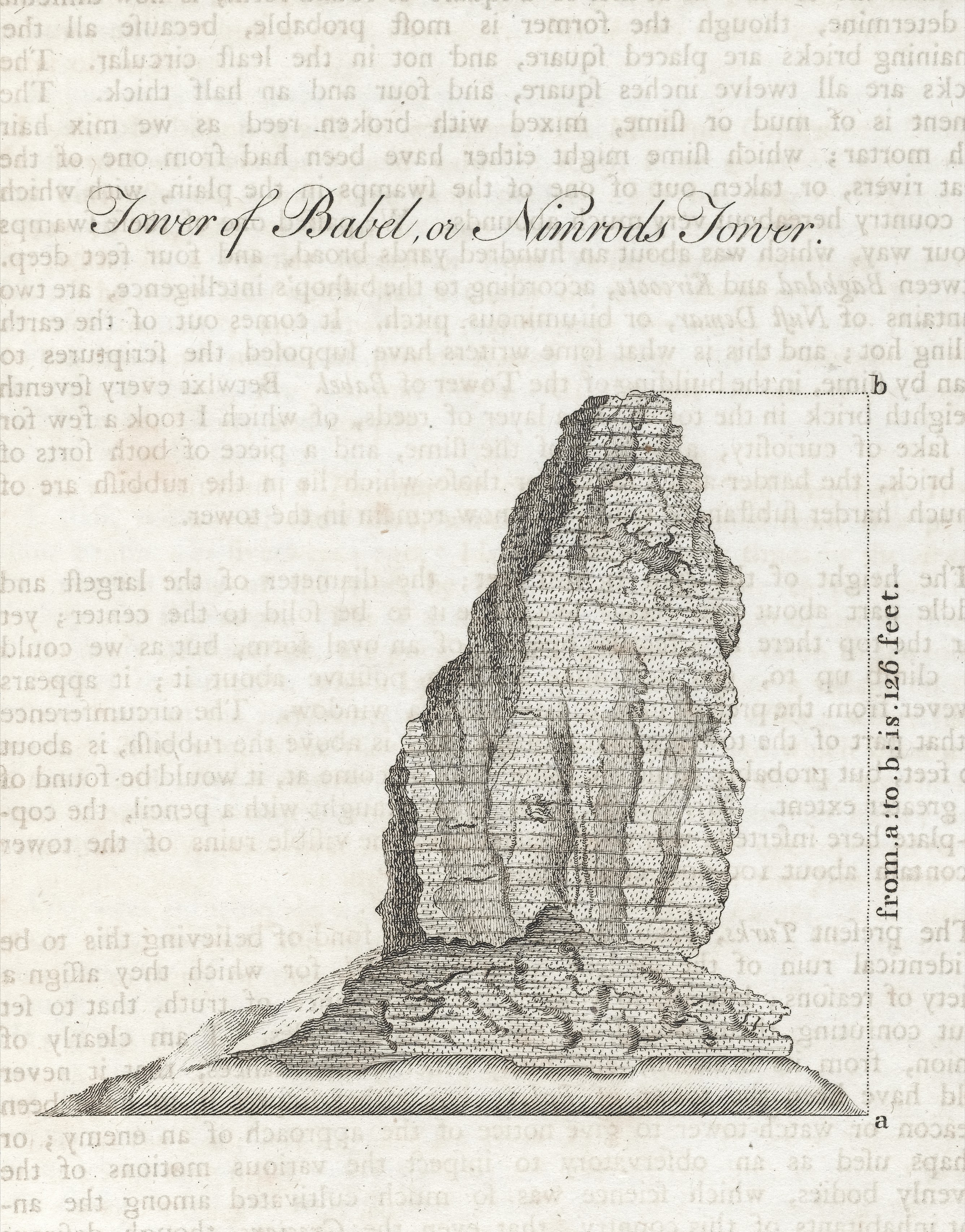
Руїни вершини зикурату Еурмеімінанкі — Храму Набу. Автор — Едвард Айвз, 1773. Напис на малюнку — «Вавилонська вежа, вежа Німрода. Висота — 126 футів» (38.4 м.)

Е́урмеімінанкі, Е́-урмеімінанкі — (шум. é.ur4.me.imin.an.ki — «Храм семи володарів Неба та Землі») — 7-східчастий зикурат у Борсіппі. В історії Вавилонії є другим за значенням після Етеменанкі. Разом з храмом Езіда (Е-зіда) (шум. é.zi.da — «Дім істини»), зведеного за часів правління Хамурапі, входив до храмового комплексу, присвяченого божеству писемності та мудрості Набу. В історіографії та вавилонській міфології відомий як «Вежа мов», «Храм Набу» та «Храм семи сфер». Його неодноразово перебудовували.

Згідно з клинописними текстами на глиняних призмах часів 40-річного правління Навуходоносора II, які знайшов сер Генрі Роулінсон у 1854 р., зикурат заново відбудували 2500 років тому за часів правління вавилонських царів Набопаласара та його сина Навуходоносора ІІ на залишках меншої вежі другого тисячоліття до нашої ери як намагання побудувати другу Вавилонську вежу, що мала сягати небес. Ось про що свідчить знайдений на руїнах Еурмеімінанкі напис: 
|  | Я (Навуходоносор II) відновив і довів до досконалості диво Борсиппи, храм семи сфер світу. Я звів його з цеглин та вкрив міддю. Я оздобив це святилище Бога мармуром та коштовним камінням. |

У 1998 році австрійські археологи встановили, що на момент завершення будівництва висота зикурату становила 231 футів (70,4 метри). Фундамент та 1 — 5 рівні були побудовані з випаленої цегли. Перші два рівні були покриті чорним бітумом. Третій, четвертий і п'ятий виступи були вкриті синьою поливою і, можливо, прикрашені фігурами биків і левів. Шоста та сьома тераси, поряд з святилищем, були повністю побудовані з необпаленої цегли-саману, всередині додатково зміцненої бітумом та шарами очерету, які вкривались рогожею. Вершину зикурата увінчувало святилище з кімнатами для прислуги і священиків — храм Набу, який був астрологічним та освітнім центром нововавилонського періоду і мав велику бібліотеку клинописних табличок, тому отримав ще одну назву — «Вежа мов». Його зруйнував у 484 до н. е. перський цар Ксеркс під час придушення повстання проти Імперії Ахеменідів. Згадується під час грецького і римського панування у Месопотамії. На руїнах храму Набу містяться сліди значного опалення до склоподібної маси, що свідчать про ймовірне його зруйнування внаслідок удару потужної блискавки та займання очерету та бітуму. До археологічних досліджень, які провів Роберт Йоганн Кольдевей у 10-х роках XX cт., Еурмеімінанкі, спираючись на твердження Геродота, ототожнювали з руїнами Вавилонської вежі і саме під цією назвою зикурат фігурує у давніх текстах та зображеннях. На відміну від Етеменанкі, руїни зикурату Еурмеімінанкі висотою 172 фути (52,4 м.) p, збереглись до нинішнього часу.